# Mănăstirea Păltiniș
Mănăstirea Păltiniș este o mănăstire ortodoxă din România situată în stațiunea Păltiniș, județul Sibiu.